# Prokopowicze (sielsowiet Indura)
Prokopowicze (biał. Пракопавічы, Prakopawiczy) – wieś położona na Białorusi, w obwodzie grodzieńskim, w rejonie grodzieńskim, w sielsowiecie Indura.
W dwudziestoleciu międzywojennym wieś leżała w Polsce, w województwie białostockim, w powiecie grodzieńskim, w gminie Indura.
Według Powszechnego Spisu Ludności z 1921 roku wieś zamieszkiwało 464 osoby, 448 było wyznania rzymskokatolickiego a 16 prawosławnego. Jednocześnie 463 mieszkańców zadeklarowali polską przynależność narodową a 1 białoruską. Było tu 84 budynki mieszkalne.
Miejscowość należała do parafii rzymskokatolickiej i parafii prawosławnej w Indurze.
Podlegała pod Sąd Grodzki w Indurze i Okręgowy w Grodnie; właściwy urząd pocztowy mieścił się w Indurze.